# Karl af Østrig (1771-1847)
Ærkehertug Karl af Østrig, Hertug af Teschen (5. september 1771 – 30. april 1847) var en østrigsk ærkehertug og feltmarskal. Han var søn af  den Tysk-romerske kejser Leopold 2. og yngre bror til kejser Frans 2. Som feltherre under Napoleonskrigene var han en af Napoleons mægtigste modstandere, og i Slaget ved Aspern i 1809 tilføjede han Napoleon det første nederlag på slagmarken.

## Ægteskab og børn
Ærkerhertug Karl giftede sig den 15./17. september 1815 i Weilburg med prinsesse Henriette af Nassau-Weilburg, datter af Fyrst Frederik Vilhelm af Nassau-Weilburg og Borggrevinde Louise Isabella af Kirchberg. De fik syv børn.

## Eksterne links
- Wikimedia Commons har flere filer relateret til Karl af Østrig (1771-1847)

 Der er for få eller ingen kildehenvisninger i denne artikel, hvilket er et problem. Du kan hjælpe ved at angive troværdige kilder til de påstande, som fremføres i artiklen.